# Karen Sue Lowrie
Karen Sue Lowrie (1935 circa) è un'ex sciatrice alpina statunitense.

## Biografia
Karen Sue Lowrie ai Campionati statunitensi 1960 vinse la medaglia di bronzo nella discesa libera; non prese parte a rassegne olimpiche o iridate e non ottenne risultati internazionali di rilievo.

## Palmarès

### Campionati statunitensi
- 1 medaglia (dati parziali):
  - 1 bronzo (discesa libera nel 1960[1])